# Paweł Piotr Reszka
Paweł Piotr Reszka (ur. 1977 w Bydgoszczy) – polski dziennikarz i reportażysta.

## Życiorys
Jest absolwentem historii na Uniwersytecie im. Marii Curie-Skłodowskiej w Lublinie oraz podyplomowych studiów dziennikarskich na Uniwersytecie Warszawskim. W latach 2002–2018 był dziennikarzem i redaktorem lubelskiego oddziału Gazety Wyborczej. Do marca 2024 roku był reporterem „Dużego Formatu”, dodatku reporterskiego „Gazety Wyborczej”.
Był sześciokrotnie nominowany do Nagród Grand Press.
W 2016 roku został laureatem 7. edycji Nagrody im. Ryszarda Kapuścińskiego za reportaż literacki za książkę Diabeł i tabliczka czekolady. Według tego zbioru reportaży w lubelskim teatrze im. Juliusza Osterwy wystawiono spektakl (prapremiera 31 marca 2017, reżyser Kuba Kowalski).
Jego druga książka, Płuczki. Poszukiwacze żydowskiego złota, weszła do finału Nagrody Literackiej „Nike” 2020 i do finału 15. edycji Literackiej Nagrody Europy Środkowej „Angelus”, a także została nominowana do 11. edycji Nagrody im. Ryszarda Kapuścińskiego oraz do Nagrody Literackiej Gdynia 2020 w kategorii eseju.

## Książki
- Diabeł i tabliczka czekolady (Agora, Warszawa 2015)
- Płuczki. Poszukiwacze żydowskiego złota (Agora, Warszawa 2019)
- Białe płatki, złoty środek. Historie rodzinne (Agora, Warszawa 2021)

Jego reportaże znalazły się w antologiach:
- „20 lat nowej Polski w reportażach według Mariusza Szczygła” (Wydawnictwo Czarne, 2009)
- „Pytania których się nie zadaje. 12 reporterów. 12 ważnych odpowiedzi” (Stowarzyszenie Bardziej Kochani, 2012)
- „Nadzieja” (Agora, Warszawa 2020)

## Nagrody i nominacje
- 2024 – Finalista X edycji nagród Newsweeka im. Teresy Torańskiej za reportaż „Dom w ślepej uliczce”[11]
- 2023 – Finalista Nagrody im. Dariusza Fikusa 2023 za reportaż „Zginiesz i nara”[12].

- 2023 – Finalista IX edycji nagród Newsweeka im. Teresy Torańskiej za reportaż „Zginiesz i nara”

- 2021 – Nominacja w konkursie „Grand Press 2021” za reportaż „W klatce”.

- 2021 – Finalista VIII edycji Nagród Newsweeka im. Teresy Torańskiej za książkę „Płuczki. Poszukiwacze żydowskiego złota”.

- 2020 – Nominacja w konkursie „Grand Press 2020” za reportaż „Lalka Eliza”.

- 2020 – Nominacja do Nagród Historycznych POLITYKI za książkę „Płuczki. Poszukiwacze żydowskiego złota”.

- 2020 – Finalista konkursu Grand Press 2020 – Książka Reporterska Roku za książkę „Płuczki. Poszukiwacze żydowskiego złota”.

- 2020 – Finalista Literackiej Nagrody Europy Środkowej „Angelus” za książkę „Płuczki. Poszukiwacze żydowskiego złota”.

- 2020 – Nominacja do Nagrody im. Ryszarda Kapuścińskiego za Reportaż Literacki 2019 za książkę „Płuczki. Poszukiwacze żydowskiego złota”.

- 2020 – Finalista Nagrody Literackiej „Gdynia” za książkę „Płuczki. Poszukiwacze żydowskiego złota”.

- 2020 – Finalista Nagrody Literackiej „Nike” za książkę „Płuczki. Poszukiwacze żydowskiego złota”.

- 2019 – Nominacja w konkursie „Grand Press 2019” za reportaż „Tata zastępczy wali z brzucha”.

- 2016 – Nagroda im. Ryszarda Kapuścińskiego za Reportaż Literacki 2015 za książkę „Diabeł i tabliczka czekolady”.

- 2016 – Nagroda za Najlepszą Książkę 2015 r. na I Festiwalu Reportażu w Lublinie za książkę „Diabeł i tabliczka czekolady”.

- 2014 – Nominacja w konkursie „Grand Press 2014” za reportaż „Miłość bezwzględna”.

- 2011 – Nominacja w konkursie „Grand Press 2011” za reportaż „Dwaj chłopcy i Ania”.

- 2010 – Nominacja do Polsko-Niemieckiej Nagrody Dziennikarskiej za reportaż „Skierbieszów czeka na prezydenta” (wspólnie z Marcinem Bieleszem).

- 2004 – Nagroda w Konkursie im. Mirosława Dereckiego Stowarzyszenia Dziennikarzy Polskich oddział w Lublinie za reportaż „Miejsce zbrodni: Żółkiewka”.